# 杨同祥
杨同祥（1941年1月—），男，汉族，山东胶南人，中华人民共和国政治人物，曾任国家宗教事务局副局长，中国道教协会副会长，第十届全国政协委员。